# Qualifikation (Sport)
Der Begriff Qualifikation bezeichnet im Sport sämtliche Arten von Vorausscheiden, in denen mehrere Sportler oder Mannschaften darum kämpfen, an einem bestimmten Turnier oder Wettbewerb teilnehmen zu dürfen. In vielen Sportarten werden die Qualifikationsrunden für ein Turnier in regionalen Gruppen ausgetragen, wie beispielsweise bei der Qualifikation zur Fußballweltmeisterschaft.
Teilweise fungiert ein Turnier gleichzeitig als Qualifikationsmöglichkeit für ein anderes Turnier. Im Fußball beispielsweise sind in Deutschland die Sieger der Verbandspokale automatisch für den DFB-Pokal qualifiziert.
Auch innerhalb eines Turniers spricht man gelegentlich von der Qualifikation für die nächste Runde.
Im Motorsport dient das Qualifikationstraining (engl. Qualifying) auch dazu, die Startreihenfolge der Fahrer im Rennen festzulegen.
In einigen Sportarten wie Tennis oder Skispringen wird zwischen Fixqualifizierten und „Qualifikanten“ unterschieden, nur zweitere müssen vor dem eigentlichen Wettbewerb eine Vorausscheidung überstehen, erstere sind entweder wegen früherer Erfolge oder durch eine Wildcard zum Wettbewerb zugelassen.